# Nacereddine Saïdouni
Nacereddine Saïdouni est un historien algérien né le 10 juillet 1940 à Bir Chouhada dans la wilaya d'Oum El Bouaghi. Spécialisé dans l'histoire de l'Algérie à l'époque ottomane, il est considéré comme le pionnier des études ottomanes en Algérie.

## Biographie
Nacereddine Saïdouni, né le 10 juillet 1940 à Bir Chouhada, localité située dans l'actuelle wilaya d'Oum El Bouaghi, est un historien algérien reconnu pour ses recherches approfondies sur l’histoire de l'Algérie durant la période ottomane. Professeur et chercheur, il a consacré l'essentiel de sa carrière académique à l'étude des institutions, de la société et de la culture algériennes entre le XVIᵉ et le XIXᵉ siècle, à travers l'exploitation des archives et des sources originales. Ses travaux, qui ont contribué à renouveler la compréhension de cette époque, lui valent d'être considéré comme le pionnier des études ottomanes en Algérie, un domaine qu'il a largement contribué à structurer et à faire connaître tant sur le plan national qu'international.
Sa carrière académique s'est déroulée en plusieurs étapes marquantes :
- 1969 : Licence en histoire, Faculté des Lettres, Université d’Alger.
- 1971 : Licence en géographie, Faculté des Lettres, Université d’Alger.
- 1974 : Doctorat de troisième cycle en histoire moderne et contemporaine, Université d’Alger.
- 1983 : Membre fondateur du Comité international d'études morisques, spécalisé dans les travaux et recherches en moriscologie.
- 1988 : Doctorat d’État en Lettres et Sciences Humaines, Faculté des Lettres, Université d'Aix-Marseille.

## Publications
Il est l'auteur de nombreux ouvrages :
- Propriété et fiscalité en Algérie à l'époque ottomane XII ème- XII ème siècles (الملكية والجباية في الجزائر أثناء العهد العثماني)
- Le Système financier de l’Algérie à la fin de l’ère ottomane (1792-1830) (النظام المالي للجزائر أواخر العهد العثماني من 1792م إلى 1830م)
- Les marchés de la ville d’Alger 1695-1705 (أسواق مدينة الجزائر 1695م - 1705م)
- Histoire de l’Algérie à l’époque ottomane (تاريخ الجزائر في العهد العثماني)
- L'Algérois rural à la fin de l'Epoque ottomane : 1791-1830 (الحياة الريفية بإقليم مدينة الجزائر أواخر العهد العثماني 1791-1830)
- L’Est algérien dans le Beylik de Constantine à l’époque ottomane et au début de l’occupation française (الشرق الجزائري بايلك قسنطينة أثناء العهد العثماني وبداية الاحتلال الفرنسي)
- Les provinces du Maghreb ottoman (ولايات المغرب العثمانية)
- Al-Qawl al-Awsat sur l’histoire de ceux qui vécurent au Maghreb central d’Ahmed Ben Abdelrahmane al-Chokrani al-Rachidi, suivi de : L’époque de l’émir Abdelkader (القول الأوسط في أخبار من حل بالمغرب الأوسط لأحمد بن عبد الرحمن الشقراني الراشدي ويليه: عصر الأمير عبد القادر)
- Du patrimoine historique et géographique de l’Occident musulman (من التراث التاريخي والجغرافي للغرب الإسلامي)
- Les liens de l'Algérie ottomane avec les lieux saints de l'islam à travers le rôle de la fondation du waqf des Haramayn (الجزائر العثمانية والبقاع المقدسة من خلال دور مؤسسة أوقاف الحرمين)
- Le waqf en Algérie à l'époque Ottomane: XIe-XIIIe siècles de Hégire, XVIIe-XIXe siècles : recueil de recherches sur le waqf (الوقف في الجزائر في العهد العثماني: من القرن الحادي عشر إلى القرن الثالث عشر للهجرة، ومن القرن السابع عشر إلى القرن التاسع عشر للميلاد: مجموعة بحوث حول الوقف)
- La dimension libératrice de la révolution algérienne aux niveau local et international (البعد التحرري للثورة الجزائرية على المستويين المحلي والدولي)
- Feuillets algériens (ورقات جزائرية)

## Distinctions
- 2017 : Ordre du Mérite national (Achir).
- 2021 : Ordre du Savant Algérien[4]..